# Giovanni Battista Migliori
Giovanni Battista Migliori (Milano, 28 agosto 1893 – Saronno, 19 giugno 1978) è stato un politico, militare, avvocato, giurista e poeta italiano.

## Biografia
Milanese, figlio di Giuseppe Migliori, originario di Cesena, e di Elvira Lombardi di Milano. Si laureò in Giurisprudenza nel 1914 all'Università degli Studi di Pavia ed esercitò fino al 1968 come avvocato patrocinante della Cassazione e nei tribunali ecclesiastici. Si sposò con la torinese Giuseppina (Nella) Rossi. I suoi figli erano l'attore Camillo Milli, il Dott. Giuseppe Migliori e la figlia Edoarda Migliori, detta "Dada", Francesco Migliori, Luigi Migliori. Riposa al Cimitero Monumentale di Milano, nell'edicola familiare.

### Impegno pubblico
Dal 1913 al 1918 fu il Presidente della FUCI, la Federazione universitari cattolici. 
Durante la I guerra mondiale fu ufficiale presso la 3ª Divisione Cavalleria.
Consigliere Nazionale e membro della Direzione e della Segreteria politica del Partito Popolare Italiano di don Luigi Sturzo, rimase iscritto e dirigente (comunale a Milano e centrale) fino allo scioglimento del Partito da parte del Governo fascista.
Fu richiamato alle armi nel 1942 e inviato al VI Corpo in Croazia.
Fu un esponente antifascista.
Fu tra i promotori clandestini della nascita della Democrazia Cristiana di De Gasperi come co-redattore del programma politico “Per una Italia Democratica e Cristiana" apparso il 25 luglio 1943 a Milano.
Dal 20 settembre 1943 al maggio 1945 si rifugiò in Svizzera. Al suo rientro il CLNAI lo nominò Commissario Straordinario degli "Istituti Ospitalieri" di Milano. 
Fu eletto presidente della Provincia di Milano dal 1946 al 1948.
Fu consigliere comunale di Milano dal 1946 al 1961, primo degli eletti nel 1951 e 1956.
Fu Deputato al Parlamento per tre legislature: nella I, III, IV. Fu Presidente della Commissione per gli affari interni; Vice Presidente del gruppo parlamentare DC, e "Alto Commissario per la Igiene e Sanità pubblica (ACIS)" dal 1951 al 1953.
Tra le altre responsabilità fu giudice dell'Alta Corte per la Regione Siciliana, fu consigliere nazionale forense, presidente dell'Istituto Sieroterapico Milanese “Belfanti” di Milano (per circa 100 anni prestigioso ente morale-azienda farmaceutica statale). Dal gennaio del 2024 è possibile consultare il Fondo "Giovan Battista Migliori" 

### Opere
Ha collaborato come avvocato e giurista e politico sui seguenti giornali e riviste:
- L'Osservatore Romano, L'Italia, La scuola cattolica, Vita e Pensiero, L'Idea, Monitore dei tribumali, Rivista del Diritto matrimoniale.

Ha pubblicato i seguenti libri: 
- Le organizzazioni professionali cattoliche in Italia, Milano, 1915;
- Benedetto XV, Milano, Editrice Daverio, 1955;
- Codice concordatario, Milano, Edizioni Tramontana, 1959;

Oltre ad opere, articoli e saggi giuridici e politici scrisse, con discreto successo, anche poesie in dialetto milanese.

### Decorazioni
Nella sua lunga vita fu decorato più volte:
- Cavaliere di Vittorio Veneto con due Croce di guerra[non chiaro].
- Cavaliere di gran croce dell'Ordine al merito della Repubblica Italiana.
- Gran Ufficiale dell'Ordine di San Gregorio Magno.
- Cavaliere di Grazia Magistrale dell'Ordine di Malta.
- Commendatore dell'Ordre de la Santé publique, un ordine di merito delle onorificenze francesi